# Mozambik (wyspa)

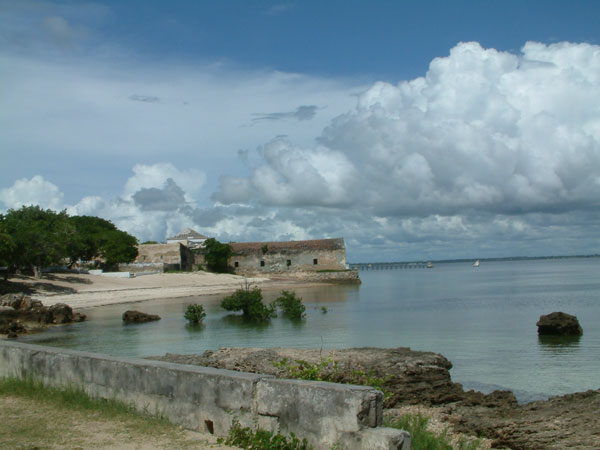
Plaża na wyspie Mozambik

Mozambik (port. Ilha de Moçambique) – wyspa koralowa na Kanale Mozambickim (Ocean Indyjski) u wybrzeży kontynentu afrykańskiego, należąca do Republiki Mozambiku. Jej powierzchnia wynosi 1,5 km². Całą wyspę zajmuje miasto Mozambik (port. Moçambique), zamieszkane przez 42,2 tys. osób.
Wyspa Mozambik oddzielona jest od stałego lądu szeroką na kilka kilometrów cieśniną, ponad którą przerzucono most. Na moście odbywa się ruch samochodowy, droga ta zamknięta jest jednak dla ciężarówek i autobusów.

## Historia
W czasach przedkolonialnych wyspa była posterunkiem handlowym dla suahilijskich kupców z Zanzibaru i uczestniczyła przez to w afrykańsko-azjatyckiej wymianie towarów.
Pierwszym Europejczykiem, który dotarł na wyspę, był w 1498 roku Vasco da Gama. W 1506 roku wyspę wraz z istniejącym tu miastem zajęli Tristão da Cunha i Afonso de Albuquerque. Ten ostatni w 1508 roku wzniósł na północnym krańcu wyspy fort Świętego Sebastiana.
Dzięki swojemu dogodnemu położeniu wyspa była przez wiele wieków centrum handlu niewolnikami na drodze do Indii. Miasto Mozambik było stolicą i jednym z najważniejszych portów morskich Portugalskiej Afryki Wschodniej. Pod koniec XIX wieku miasto Mozambik było siedzibą gubernatora generalnego oraz biskupstwa. W czasach największej świetności miasta istniał tu pałac gubernatorski, a także katedra, posterunek celny, arsenał i faktorie kupców różnych narodowości.
Powolny upadek miasta rozpoczął się wraz z otwarciem Kanału Sueskiego. W 1898 roku stolicę przeniesiono do Lourenço Marques (dziś Maputo) na stałym lądzie. W połowie dwudziestego wieku powstał nowy port w Nacali, który przejął większość istniejącego jeszcze obrotu handlowego. Po uzyskaniu niepodległości przez państwo Mozambik dzieła dopełniła długotrwała wojna domowa. Murowane domy w większości opuszczono, ponieważ miejscowej ludności nie było stać na ich utrzymanie. Obecnie tylko część z nich jest użytkowana głównie przez instytucje państwowe, banki, szkoły i urzędy. Reszta pozostaje w ruinie.
Ze względu na bogactwo zabytków z czasów kolonialnych w 1991 roku wyspę wpisano na listę światowego dziedzictwa UNESCO.